# Apostel

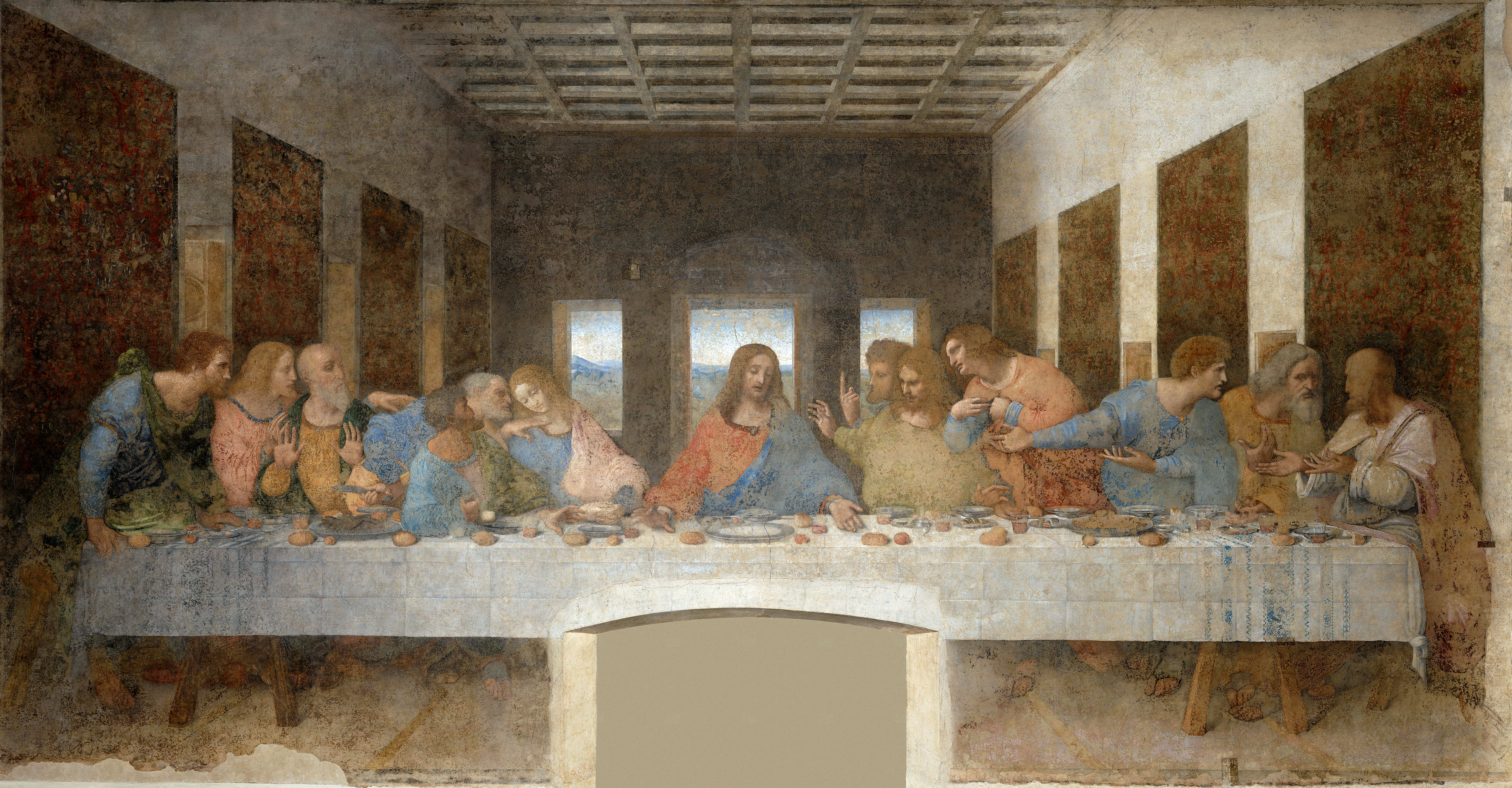
Leonardo da Vinci: Das Abendmahl in Mailand – Das Wandgemälde zeigt die zwölf Apostel: Bartholomäus, Jakobus d. J., Andreas, Judas, Petrus, Johannes, Thomas, Jakobus d. Ä., Philippus, Matthäus, Thaddäus und Simon Zelotes

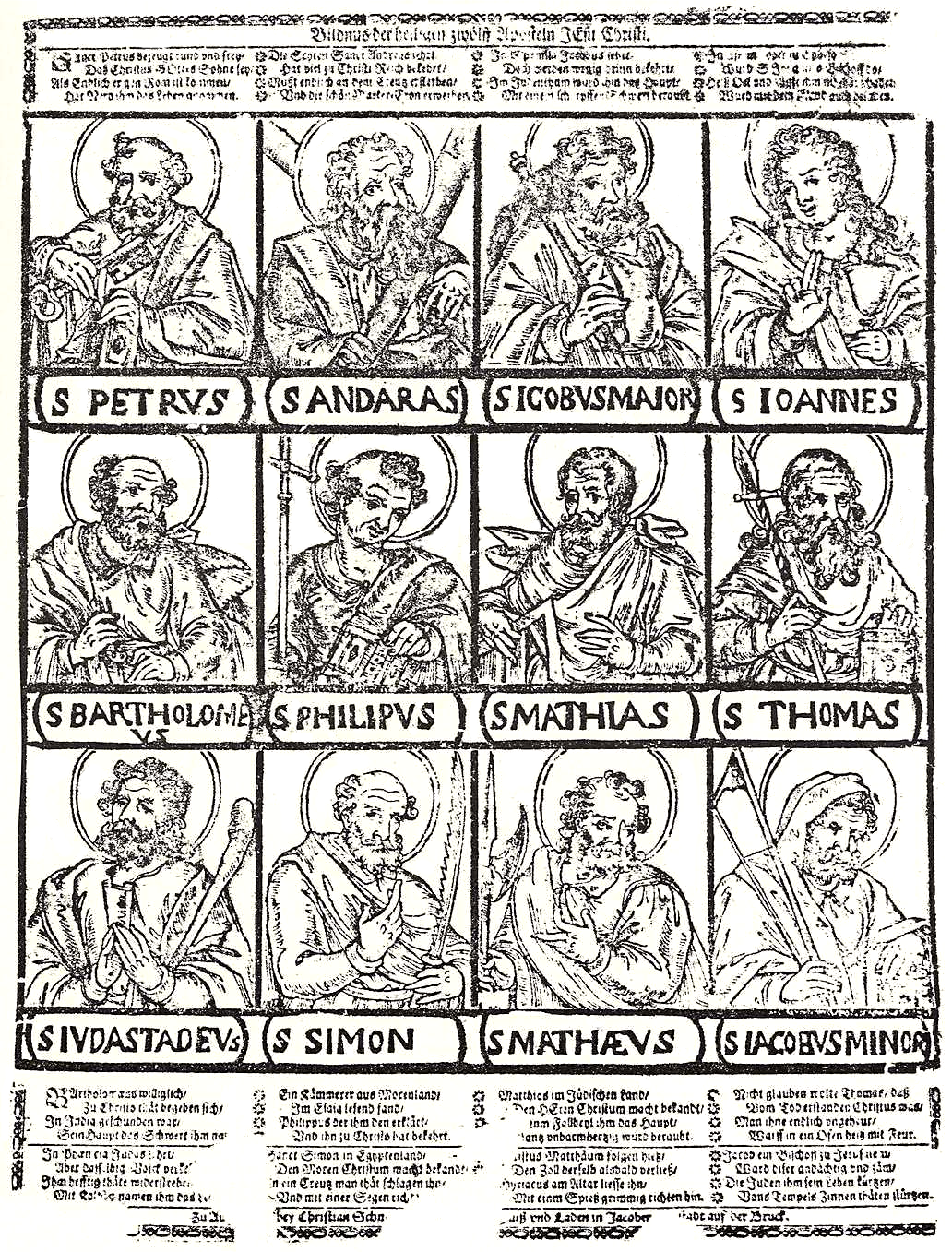
Die zwölf Apostel von Christian Schmid (17. Jhd.)

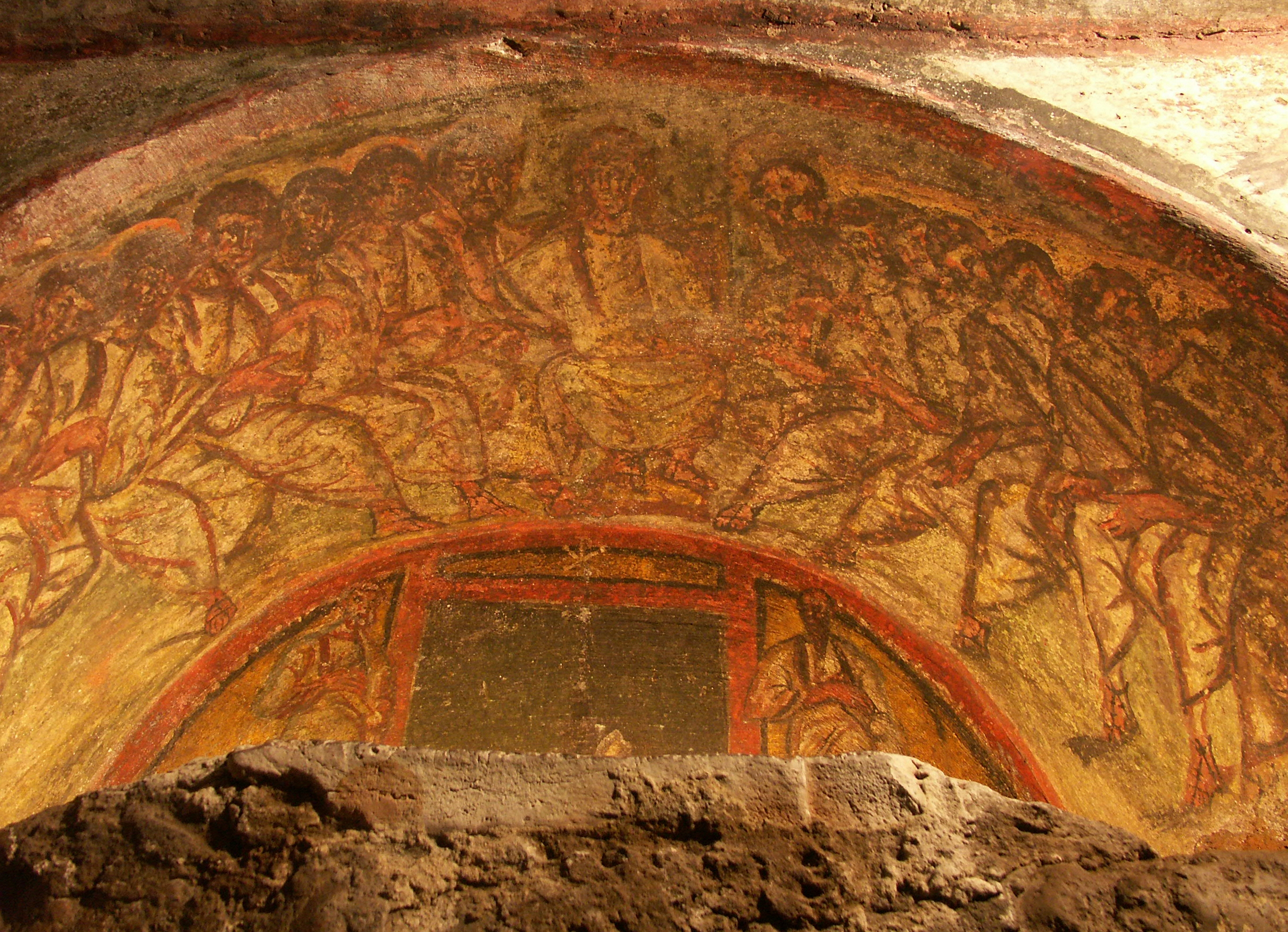
Fresko „Jesus und die zwölf Apostel“ mit Christusmonogramm ☧, Domitilla-Katakomben, Rom

Ein Apostel (von altgriechisch ἀπόστολος apóstolos, deutsch ‚Gesandter, Sendbote‘) ist im Verständnis der Tradition des Christentums jemand, der von Jesus Christus direkt mit der Verkündigung des Glaubens beauftragt wurde. Der Apostelbegriff ist innerhalb des Neuen Testaments in den Briefen des Paulus von Tarsus sowie im Lukasevangelium und in der Apostelgeschichte wichtig.

## Biblisches Vorkommen
Der Apostelbegriff ist in den Schriften des Neuen Testaments sehr ungleich vertreten. 24 Belegen in den echten Paulusbriefen und 34 Belegen im lukanischen Doppelwerk (Lukasevangelium und Apostelgeschichte) steht eine auffällige Vermeidung des Worts Apostel im Johannesevangelium gegenüber (nur Joh 13,16 ). Im Markusevangelium ist nur ein Vorkommen textlich gesichert (Mk 6,30 ), und von hier hat es Matthäus wohl in die Überschrift seiner Zwölferliste (Mt 10,2 ) übernommen, ohne dass der Begriff in der matthäischen Gemeinde üblich gewesen wäre.

### In den Evangelien
In den synoptischen Evangelien wird von einer Auswahl aus den Jüngern Jesu berichtet, die zuerst im Lukasevangelium „die zwölf Apostel“, „Zwölfboten“ oder kurz „die Zwölf“ genannt werden. Das Lukasevangelium berichtet, dass Jesus die zwölf Jünger selbst erwählte und als Apostel einsetzte (Lk 6,13 ; von hier aus drang die Formulierung „die er auch Apostel nannte“ in viele Textzeugen von Mk 3,14  ein). Die in den Evangelien überlieferten Namenslisten geben kein einheitliches Bild darüber ab, dass die Gesamtzahl aller Apostel auf 12 begrenzt wäre: Das Lukasevangelium entspricht dieser Aufzählung im Wesentlichen (6,13 ff). Statt Thaddäus nennt es aber „Judas, Sohn des Jakobus“ (gemeint ist vermutlich Jakobus, der Sohn des Alphäus), außerdem wird Simon (Kanaanäus) als Zelot, also „Eiferer“, bezeichnet.
Im Johannesevangelium existiert keine förmliche Liste der Apostel. Dort tritt zweimal ein Nathanael auf (Joh 1,45  ff; 21,2), der in den anderen Evangelien nicht erscheint. Er wird zwar nicht Apostel genannt, in Joh 21,2 befindet er sich nach der Auferstehung Jesu allerdings in ihrer Gesellschaft. In der gleichen Episode in der Apostelgeschichte (Apg 1,13 ) wird an dessen Stelle Bartholomäus aufgeführt.
Es ist historisch umstritten, ob Jesus einen engeren leitenden Zwölferkreis auswählte. Dass Judas als „einer der Zwölf“ bezeichnet wird, deutet darauf hin, dass es sich nicht um eine spätere Stilisierung des Urchristentums handelt. Die Testamente der zwölf Patriarchen und andere Dokumente weisen auf die Bedeutung der zwölf Stämme Israels auch zur Zeit Jesu hin. Diese sollten auf der Erde herrschen, wenn Gott die politische Autonomie Israels wiederherstellen würde. Sollte Jesus tatsächlich seinem Anhängerkreis eine solche Struktur gegeben haben, unterstreicht dies nach James H. Charlesworth seinen gewaltfreien politischen Anspruch, der zur Zeit des jüdischen zweiten Tempels nicht von religiösen Zielen zu trennen war.

### Die zwölf Apostel oder zwölf Boten
| 0# | Matthäusevangelium                      | Markusevangelium                    | Lukasevangelium                                    | Apostelgeschichte             | Anmerkungen |
| 01 | Simon Petrus                            | Simon Petrus                        | Simon Petrus                                       | Petrus                        | |
| 02 | Andreas, „dessen Bruder“                | Andreas (#4)                        | Andreas, „dessen Bruder“                           | Andreas (#4)                  | Bruder des Simon Petrus |
| 03 | Jakobus, der Sohn des Zebedäus          | Jakobus, der Sohn des Zebedäus (#2) | Jakobus                                            | Jakobus                       | Jakobus der Ältere |
| 04 | Johannes, „dessen Bruder“               | Johannes, „dessen Bruder“ (#3)      | Johannes                                           | Johannes (#2)                 | Wie Jakobus der Ältere ein Sohn des Zebedäus; der frühkirchlichen Überlieferung nach Verfasser des Johannesevangeliums                                                          |
| 05 | Philippus                               | Philippus                           | Philippus                                          | Philippus                     | |
| 06 | Bartholomäus                            | Bartholomäus                        | Bartholomäus                                       | Bartholomäus (#7)             | Bartholomäus (Beiname) wahrscheinlich identisch mit Nathanael (Rufname) aus dem Johannesevangelium                                                                              |
| 07 | Thomas                                  | Thomas (#8)                         | Thomas (#8)                                        | Thomas (#6)                   | Didymos Judas Thomas |
| 08 | Matthäus, der (ehemalige) Steuerpächter | Matthäus (#7)                       | Matthäus (#7)                                      | Matthäus                      | Der frühkirchlichen Überlieferung nach Verfasser des Matthäusevangeliums sowie mit dem im Markus- und Lukasevangelium erwähnten Levi (Mk 2,14 ; Lk 5,27) identisch              |
| 09 | Jakobus, der Sohn des Alphäus           | Jakobus, der Sohn des Alphäus       | Jakobus, der Sohn des Alphäus                      | Jakobus, der Sohn des Alphäus | Jakobus der Jüngere |
| 10 | Thaddäus                                | Thaddäus                            | Judas, „Sohn [oder auch Bruder] des Jakobus“ (#11) | Judas, Sohn des Jakobus (#11) | Mit Jakobus ist vermutlich der Sohn des Alphäus gemeint. Judas und Thaddäus könnten auch verschiedene Personen sein, werden aber traditionellerweise miteinander identifiziert. |
| 11 | Simon Kananäus                          | Simon Kananäus                      | Simon Zelotes (#10)                                | Simon Zelotes (#10)           | Zelotes („Eiferer“, Mitglied einer Unabhängigkeitsbewegung): Beiname; Kananäus von קנאים, kana'im, identische Bedeutung zu Zelotes                                              |
| 12 | Judas Iskariot                          | Judas Iskariot                      | Judas Iskariot                                     |                               | Iskariot: „Mann aus Kariot“ (wahrscheinlicher) oder „Sikarier“ („Messerkämpfer“: Mitglied einer Unabhängigkeitsbewegung, weniger wahrscheinlich); Beiname                       |

### In der Apostelgeschichte
Nachdem sich Judas Iskariot im Gefolge seines Verrats an Jesus umgebracht hatte, wurde kurz nach der Himmelfahrt Jesu Matthias als einer der Zwölf durch Los nachbestimmt (Apg 1,15 ff ). Der Bericht über die Auswahl vor dem Losentscheid nennt die Voraussetzungen, die ein Mitglied der apostolischen Zwölfergruppe spätestens zur Zeit der Abfassung der Apostelgeschichte aufzuweisen hatte:

„Das muss einer von den Männern sein, die mit uns [den anderen Elf] gewesen sind in all der Zeit, in der der Herr Jesus bei uns ein- und ausging, und zwar von der Taufe des Johannes an bis zu dem Tage, an dem er aufgenommen wurde. Mit uns soll er zum Zeugen seiner Auferstehung werden.“

Diesen Voraussetzungen entsprach die Biografie des Apostels Paulus nicht. Er hatte seine Begegnung mit Jesus Christus ja erst nach Pfingsten. Was den „geschichtlichen“ Jesus anging, war Paulus auf Informationen der anderen Apostel und Jünger sowie auf besondere Offenbarungen angewiesen. In Röm 11,13  (und öfter), nennt Paulus sich trotzdem „Apostel der Heiden“ und beschreibt damit seinen besonderen Dienstauftrag, den er nach seinen Aussagen bereits bei seiner Bekehrung erhalten hatte. In seinem Selbstzeugnis bezeichnet er die ursprünglichen zwölf Apostel als „Überapostel“, denen er allerdings in nichts nachstehe (2. Kor 11,5 ). In der Apostelgeschichte dagegen gesteht Lukas dem Paulus den Titel „Apostel“ nur selten zu; er zählt ihn zum erweiterten Kreis der „Apostel und Ältesten“ (z. B. Apg 15 u.ö.).

## Apostel in der Kunstgeschichte
In bildlichen Darstellungen werden in der Regel 12 Apostel gezeigt. Bisweilen können aber auch 11 bis 14 (13) Apostel vorkommen. Elf ergeben sich durch Weglassen des „Verräters“ Judas, wobei dann der nachgewählte Matthias nicht berücksichtigt wird. Andererseits kann Paulus als 13. Apostel hinzukommen. Bei 14 Aposteln kommen, ohne Judas, eben die in der Apostelgeschichte erwähnten Paulus, Barnabas und Matthias hinzu. Wo identifizierbare Apostel dargestellt werden, wird bisweilen Paulus einbezogen, aber zur Wahrung der Zwölfzahl ein anderer Apostel, meist Judas, weggelassen.

## Weitere Anwendungen des Begriffs Apostel
Hier geht es nicht um die auserwählten zwölf Apostel, sondern der Begriff „Apostel“ wird im wörtlichen Sinne verwendet – Gesandter. Wichtig für diesen unterschiedlichen Sprachgebrauch ist sicher der zeitliche Abstand zwischen den Paulusbriefen (verfasst ca. 45–60 n. Chr.) und den Listen der Evangelien und der Apostelgeschichte, die nach gängiger Meinung wohl erst 66–90 n. Chr. geschrieben wurden.
- In der Apostelgeschichte (14,4 und 14) werden Barnabas und Paulus als Apostel bezeichnet. Barnabas war zuvor laut Apostelgeschichte 13,1-4 zusammen mit Paulus zu dem Werk, zu dem sie der Herr berufen hatte, auserwählt worden.
- In fast allen Briefanfängen (z. B. Röm 1,1 EU, Gal 1,1 EU) und an verschiedenen weiteren Stellen bezeichnet Paulus sich selbst als Apostel.
- In Röm 16,7 EU werden Andronikus und Junia erwähnt, die „angesehene Apostel sind“, wörtlich ἐπίσημοι ἐν τοῖς ἀποστόλοις epísēmoi en toīs apostólois „Angesehene unter den Aposteln“. Der weibliche Name Junia wird dabei von manchen als Kurzform für Junianus/Junias (männlich) interpretiert. Die Übersetzung der Gute Nachricht Bibel und die Lutherbibel (2017) fassen dagegen Junia als Apostelin auf.[5] In den Erläuterungen zur Guten Nachricht zum Stichwort Junia heißt es: „Für eine Frau spricht auch, dass der Frauenname Junia in der außerbiblischen antiken Literatur vielfach belegt ist, ein Männername Junias aber bis heute nicht nachgewiesen werden konnte. Die Ansicht, dass es sich bei der betreffenden Person um einen Mann namens Junias handle, wird zum ersten Mal im 13. Jahrhundert in der lateinischsprechenden Kirche des Westens vertreten. Sie wird hier sehr schnell Gemeingut der Ausleger und ist es bis heute geblieben, während die orthodoxen Kirchen des Ostens immer noch an der althergebrachten Auffassung festhalten.“ In den neueren Ausgaben der Lutherrevision von 1984 steht in einer Anmerkung zur Stelle „Wahrscheinlich lautete der Name ursprünglich (weiblich) Junia", in der aktuellen Lutherbibel (2017) Junia. In der alten Kirche und noch bis ins 13. Jahrhundert wurde er als Frauenname verstanden.“ Der erste Exeget, bei dem der Name Junias auftaucht, ist Aegidius Romanus (1245–1316). Die Wiederentdeckung der Apostelin Junia geht auf eine ausführliche Untersuchung von Bernadette Brooten zurück.[6]
- Paulus bezeichnet Jakobus, „des Herrn Bruder“, als Apostel (Gal 1,19 EU).
- Silvanus und Timotheus nennen sich zusammen mit Paulus „Christi Apostel“ (1 Thess 2,6 EU im Zusammenhang mit 1 Thess 1,1 EU)
- In Eph 4,11 EU wird das „Amt des Apostels“ zusammen mit den Ämtern der Propheten, Evangelisten, Hirten und Lehrern als einer der grundlegenden Dienste der Kirche bezeichnet.
- In Heb 3,1 EU wird Jesus Christus selbst als der Apostel und Hohepriester unseres Bekenntnisses bezeichnet.
- In 2 Kor 8,23 EU und in Phil 2,25 EU ist von „Aposteln der Gemeinden“ die Rede, welche von den Gemeinden für eine bestimmte Aufgabe ausgesandt wurden.
- Auch Missionare wurden zuweilen mit dem Beinamen Apostel bezeichnet. Im 8. Jahrhundert wurde der Angelsachse Bonifatius auch „Apostel der Deutschen“ genannt, im 9. Jahrhundert Kyrill und Method als „Apostel der Slawen“. Der heilige Ansgar wird auch „Apostel des Nordens“ genannt.
- Einige Heilige, darunter auch Nino, werden als „apostelgleich“ bezeichnet. Im 3. Jahrhundert verlieh Hippolyt von Rom Maria Magdalena die ehrenvolle Bezeichnung Apostola apostolorum („Apostelin der Apostel“), da sie den Aposteln am Ostermorgen die Botschaft vom leeren Grab gebracht hatte.

Paulus betont in seinen Briefen immer wieder, dass er – im Gegensatz zu den „Gemeindeaposteln“ und anderen Missionaren – direkt durch Christus zum Apostel berufen worden sei (vgl. Gal 1,1  und 1 Kor 9,1 ). Ein Apostel ist für Paulus in erster Linie ein Verkünder des Evangeliums, der als glaubwürdiger Zeuge der Auferstehung Christi für dessen Wahrheit bürgt (vgl. 1. Kor 15,1 ff. und Apg 22,15 ).

## Nachfolger Christi: Jünger
Im Unterschied zu den Aposteln bezeichnet das Neue Testament jene Menschen, die Jesus nachfolgten, als Jünger (Apg 11,26 ). Neben den ersten Jüngern, die Jesus aus den Juden heraus berief, nehmen die Evangelien Bezug auf weitere Jünger; ihre Zahl wird mit 70 bzw. 72 beziffert (Lk 10,1 ). Andere Stellen lassen den Schluss auf eine noch größere Anzahl zu (z. B. Apg 6,7  und Joh 6,66 ). Im Gegensatz zu den zwölf Aposteln umfasste die Schar der Jünger nicht nur Männer, sondern zu den Jüngern wurden auch Frauen wie Maria Magdalena, Johanna Chusa und Susanna (Lk 8,2–3 ), sowie Maria und Martha, die Schwestern des Lazarus, Lydia (Apg 16,14 ) und Tabita (Apg 9,36 ) gezählt. Nach seiner Auferstehung soll Jesus seine Jünger beauftragt haben, weitere Menschen zu Jüngern zu machen, der sogenannte Missionsbefehl (Mt 28,18–20 ).
Siebzig Jünger
Die siebzig oder zweiundsiebzig Jünger werden nur im Lukasevangelium (Lk 10,1 ) erwähnt. Nach Lukas wurden sie von Jesus Christus ausgewählt und in Paaren ausgesandt, um seine Botschaft zu verkünden. In der westlichen Kirche werden sie normalerweise als Jünger bezeichnet, während die orthodoxen Kirchen sie Apostel nennen.

## Frühe Kirchengeschichte
Etwa um 130 n. Chr. starben die letzten Apostelschüler; damit endete ein wichtiger Zeitabschnitt der frühen Kirchengeschichte. Der Tradierung der mündlichen und schriftlichen Zeugnisse kam in der frühen Kirche nach dem Tod der letzten Zeitzeugen und deren Schülern entscheidende Bedeutung zu.

## Das Apostelamt

### Römisch-katholische Kirche und orthodoxe Kirchen
In der römisch-katholischen Kirche und in den orthodoxen Kirchen gelten die Bischöfe als Nachfolger der Apostel, da ihre Amtsgewalt die kontinuierliche und unverfälschte Wiedergabe der Lehre der Apostel umfasst (→ Apostolische Sukzession).

### Evangelische Kirchen
Einige evangelische Kirchen, insbesondere solche der Pfingstbewegung, kennen in ihren Gemeinden den Dienst des Apostels (zusammen mit den Diensten des Lehrers, Hirten, Propheten und Evangelisten) gemäß Eph 4,11 . Sie sehen dieses Amt als Funktion ohne besondere Privilegien.

### Apostolische Kirchen
Ein sogenanntes „Apostelamt der Neuzeit“ wurde in den katholisch-apostolischen Gemeinden um 1832 eingerichtet. Nach eigenen Angaben beriefen sie sich dabei auf eine direkte Anweisung Gottes. Auch die zahlreichen Nachfolgeorganisationen dieser Gemeinden kennen meist das Apostelamt.
Die Neuapostolische Kirche (NAK) als bekannteste Abspaltung kennt das Amt des Stammapostels und der Apostel, das innerhalb der Kirche weitergegeben wird. Der Stammapostel als oberste geistliche Autorität aller neuapostolischen Gebietskirchen der Erde leitet die Gesamtkirche (Neuapostolische Kirche International) in allen religiösen Angelegenheiten; er beruft seinen Nachfolger sowie die ihm unterstehenden Bezirksapostel und Apostel.
Die niederländische „Apostolisch Genootschap“ und die in der Vereinigung Apostolischer Gemeinden zusammengeschlossenen Gemeinschaften, wie die deutsche Apostolische Gemeinschaft, kennen ebenfalls das Apostelamt, jedoch mit einer veränderten Bedeutung und Autorität.

Desgleichen gibt es in der Altapostolischen Kirche Deutschland (AAK) bzw. Old Apostolic Church (OAC) die Amtsbezeichnung „Apostel“ als der ersten Diener Gottes in der Neuzeit. Entscheidend ist dabei die Gabe (bzw. Berufung), die einer Person durch göttliche Offenbarungen übertragen werde. Ebenso wie in der OAC verhält es sich in der Kirche Apostelamt Jesu Christi K. d. ö. R., wo die Apostel als erste Diener Gottes und mit besonderen Gaben ausgestattet gelten.

### Mormonen
In der Kirche Jesu Christi der Heiligen der Letzten Tage (Mormonen) existiert ebenfalls ein Apostelamt. Von den höchstens fünfzehn Aposteln bilden zwölf das Kollegium der Zwölf Apostel und drei die „erste Präsidentschaft“; wobei hier der Präsident das Apostelamt innehaben muss, seine Ratgeber hingegen nicht unbedingt. Auch andere mormonische Kirchen wie die Gemeinschaft Christi und die Kirche Christi mit der Elias-Botschaft haben Apostel. Außerdem gibt es mehrere Siebzigerkollegien, die sich auf die siebzig Jünger aus den Evangelien berufen.